# Luis Rubiños
Luis Rubiños (31 de desembre de 1940) és un futbolista peruà.
Va formar part de l'equip peruà a la Copa del Món de 1970. Pel que fa a clubs, destacà a les files del club Sporting Cristal.